# Новая Холошница
Новая Холошница (рум. Holoșnița Nouă, Холошница Ноуэ) — село в Дрокиевском районе Молдавии. Наряду с сёлами Паланка и Новые Шальвиры входит в состав коммуны Паланка.

## География
Село расположено на высоте 180 метров над уровнем моря.

## Население
По данным переписи населения 2004 года, в селе Новая Холошница проживает 176 человек (86 мужчин, 90 женщин).
Этнический состав села:
| Национальность | Число жителей | Процентный состав |
| -------------- | ------------- | ----------------- |
| молдаване      | 173           | 98.3              |
| украинцы       | 2             | 1.14              |
| русские        | 1             | 0.57              |
| Всего          | 176           | 100%              |